# Alfred Wilson
Alfred Wilson (anglès: Alfred Mayo Wilson)  (Minneapolis, 31 de desembre de 1903 - Vineyard Haven, 27 d'octubre de 1989) fou un remer estatunidenc que va competir durant la dècada de 1920.
El 1924 va prendre part en els Jocs Olímpics de París, on guanyà la medalla d'or en la prova del vuit amb timoner del programa de rem.